# باول سويني
باول سويني هو اقتصادي وسياسي بريطاني، ولد في 16 يناير 1989 في غلاسكو في المملكة المتحدة. نشط حزبياً في حزب العمال. في الانتخابات العامة في المملكة المتحدة 2017، انتخب عضو البرلمان السابع والخمسين للمملكة المتحدة ‏ عن دائرة غلاسكو الشمالية الشرقية وقد انضم خلال فترته النيابية ‏ (8 يونيو 2017 – 6 نوفمبر 2019) للكتلة البرلمانية Labour and Co-operative Party ‏.